# Aszód
Aszód – miasto w północnych Węgrzech, w Komitacie Pest, siedziba władz powiatu Aszód.
W mieście jest stacja kolejowa Aszód.